# Passeig de Barcelona (Olot)
El Passeig de Barcelona és un vial a la ciutat d'Olot (Garrotxa) protegit com a bé cultural d'interès local. La primera plantada d'arbres és del primer terç del segle xix. Els actuals plàtans, han estat podats de manera que han esdevingut una doble filera de molta alçada. Aquesta filera d'arbres, per millorar les condicions del passeig són d'inspiració francesa, i tenen els models més reeixits de les promenades o bulevards. La seva singularitat ve definida per les fileres d'arbres en línia recta, que s'ha repetit per tota la geografia urbana del país i que en la mateixa ciutat d'Olot, hi ha altres exemples rellevants. Aquest lloc de passeig i relació fou també l'eix de suport de l'eixample Malagrida. Era l'antiga sortida d'Olot per la porta de Sant Rafael i ha esdevingut el passeig més considerable de la ciutat i eix vertebrador de la trama urbana.